# Хамилтон (филм из 2020)
Хамилтон (енгл. Hamilton) је амерички историјско-ревизионистички мјузикл филм из 2020. године обухватајући сценски снимак истоименог мјузикла на Бродвеју из 2015. који је инспирисан биографијом Александера Хамилтона из 2004. Рона Чернова. Режирао га је и продуцирао Томас Кејл и продуцирао, написао и био композитор Лин-Мануел Миранда. Миранда такође тумачи министра финансија и оца оснивача Александера Хамилтона, заједно са оригиналним улогама Бродвејског мјузикла.
Хамилтон је требао бити приказан у биоскопима 15. октобра 2021. године, али је померен на 3. јул 2020. године. Филм је објављен дигитално широм света преко стриминг услуге Disney+. Критичари су овај филм хвалили због својих визуелних елемената, перформанса и режије, а такође је постао и најстримованији филм 2020. године. У Србији ће бити објављен 2021. године, када буде покренута стриминг услуга Disney+ на српском језику.

## Радња
Подељен у два чина, мјузикл приказује живот и каријеру Александера Хамилтона, имигранта без родитеља са карипског острва Невис. Први чин обухвата Хамилтонов долазак у Њујорк 1776. године, његов рад у Континенталној војсци као ађутант генерала Џорџа Вашингтона током Америчке револуције и његово удварање и брак са Елизом Скајлер. Други акт покрива Хамилтонов послератни рад првог министра финансија Сједињених Држава, његову аферу са Маријом Рејнолдс, смрт његовог сина Филипа и коначно властиту смрт у двобоју са Ароном Бером.

## Улоге
| Глумац              | Улога                              |
| ------------------- | ---------------------------------- |
| Дејвид Дигс         | Маркиз де Лафајет / Томас Џеферсон |
| Рене Елиз Голдсбери | Анџелика Скајлер                   |
| Џонатан Гроф        | Џорџ III                           |
| Кристофер Џексон    | Џорџ Вашингтон                     |
| Џазмин Сефас Џоунс  | Пеги Скајлер / Марија Рејнолдс     |
| Лин-Мануел Миранда  | Александер Хамилтон                |
| Лесли Одом Џуниор   | Арон Бер                           |
| Окјеријет Онаодован | Херкулес Мулиган / Џејмс Медисон   |
| Ентони Рамос        | Џон Лоренс / Филип Хамилтон        |
| Филипа Су           | Елиза Хамилтон                     |
| Сидни Џејмс Харкорт | Филип Скајлер                      |
| Тајн Џефсперсон     | Самјуел Сибери / ансамбл           |
| Џон Руа             | Чарлс Ли / ансамбл                 |
| Ифрејм Сајкс        | Џорџ Икер / ансамбл                |